# Chihani
Chihani (în arabă شهانى) este o comună din provincia El Tarf, Algeria.
Populația comunei este de 10.094 de locuitori (2008).